# Han Pijesak
Han Pijesak är en ort i Bosnien och Hercegovina.   Den ligger i entiteten Republika Srpska, i den östra delen av landet, 50 km nordost om huvudstaden Sarajevo. Han Pijesak ligger 1 086 meter över havet och antalet invånare är 4 206.